# دهستان تهم
تهم، دهستانی است از توابع بخش مرکزی شهرستان زنجان در استان زنجان ایران.

## جمعیت
براساس سرشماری سال ۱۳۸۵ جمعیت آن ۳٬۳۳۶ نفر (۸۲۷ خانوار) بوده‌است.